# Заланов
Заланов (укр. Заланів) — село в Рогатинской городской общине Ивано-Франковского района Ивано-Франковской области Украины.
Население по переписи 2001 года составляло 598 человек. Занимает площадь 5,753 км². Почтовый индекс — 77012. Телефонный код — 03435.